# Migliori prestazioni europee nel decathlon
La lista delle migliori prestazioni europee nel decathlon, aggiornata periodicamente dalla World Athletics, raccoglie i migliori risultati di tutti i tempi degli atleti europei nella specialità del decathlon.

## Maschili

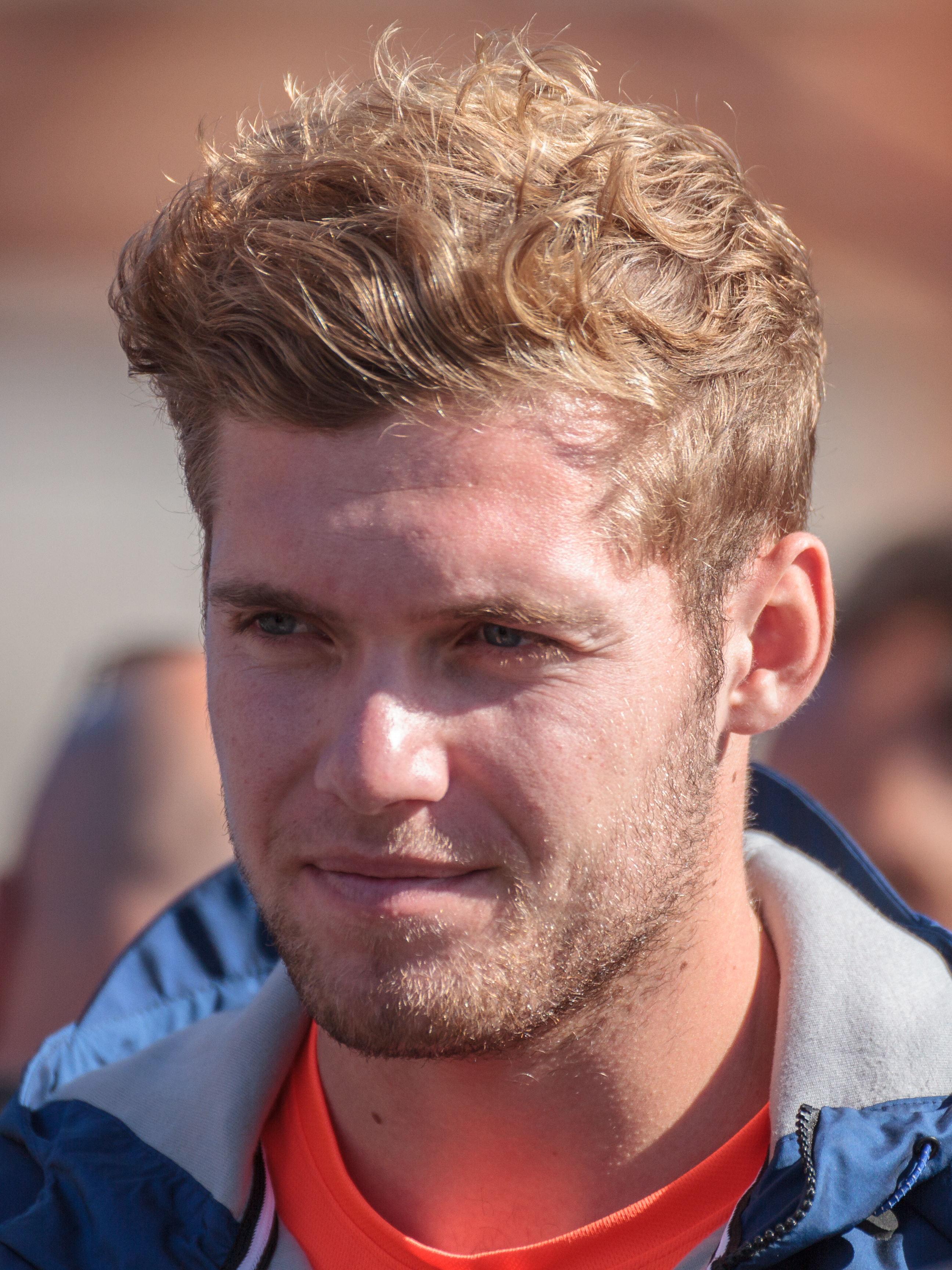
Kévin Mayer, detentore del record europeo e mondiale del decathlon

Statistiche aggiornate al 9 giugno 2023.
|     | Punti | Atleta            | Luogo     | Data              |
| --- | ----- | ----------------- | --------- | ----------------- |
| 1.  | 9 126 | Kévin Mayer       | Talence   | 16 settembre 2018 |
| 2.  | 9 026 | Roman Šebrle      | Götzis    | 27 maggio 2001    |
| 3.  | 8 994 | Tomáš Dvořák      | Praga     | 4 luglio 1999     |
| 4.  | 8 836 | Leo Neugebauer    | Austin    | 8 giugno 2023     |
| 5.  | 8 815 | Erki Nool         | Edmonton  | 7 agosto 2001     |
| 6.  | 8 811 | Daley Thompson    | Stoccarda | 28 agosto 1986    |
| 7.  | 8 735 | Eduard Hämäläinen | Götzis    | 29 maggio 1994    |
| 8.  | 8 730 | Jürgen Hingsen    | Stoccarda | 28 agosto 1986    |
| 9.  | 8 706 | Frank Busemann    | Atlanta   | 1º agosto 1996    |
| 10. | 8 691 | Niklas Kaul       | Doha      | 4 ottobre 2019    |